# Es war einmal in Südberlin
Es war einmal in Südberlin ist das neunte Soloalbum des Berliner Rappers Silla. Es erschien am 21. Oktober 2016 über das Label Major Movez und wird von Universal Music vertrieben.

## Produktion
Die Beats für das Album wurden u. a. von den Musikproduzenten Abaz, Joznez, Johnny Illstrument und Menju produziert.

## Covergestaltung
Das Albumcover ist in Schwarz-weiß gehalten und zeigt ein Kind, das aus dem Fenster eines Hauses, dessen Fassade mit Efeu bewachsen ist, guckt. Links unten im Bild stehen die weißen Schriftzüge Silla und Es war einmal in Südberlin.

## Gastbeiträge
Auf sieben Liedern des Albums sind neben Silla andere Künstler zu hören. So hat die Sängerin Karen Firlej Gastauftritte in den Songs Die beste Zeit ist jetzt (neben dem Rapper MoTrip), Aus den Augen aus dem Sinn und Tarnfarben, während die Rapper RAF Camora und Vega auf NLP (Nique la Police) vertreten sind. Der Sänger David Pino unterstützt Silla bei Über den Dächern und der Rapper Moé tritt auf dem Track Kein Ding Dikka in Erscheinung. Außerdem ist Gottlos eine Zusammenarbeit mit dem Sänger Remoe.

## Titelliste
| #  | Titel                      | Gastmusiker             | Länge |
| -- | -------------------------- | ----------------------- | ----- |
| 1  | Es war einmal              |                         | 1:44  |
| 2  | In Südberlin               |                         | 3:17  |
| 3  | Selbst ist der Mann        |                         | 3:09  |
| 4  | Die beste Zeit ist jetzt   | MoTrip und Karen Firlej | 3:21  |
| 5  | Aus gutem Haus             |                         | 3:06  |
| 6  | Ich habe Torch enttäuscht  |                         | 3:16  |
| 7  | Aus den Augen aus dem Sinn | Karen Firlej            | 2:55  |
| 8  | Brennt die Kirche ab       |                         | 4:20  |
| 9  | Tarnfarben                 | Karen Firlej            | 4:01  |
| 10 | NLP (Nique la Police)      | RAF Camora und Vega     | 4:01  |
| 11 | Kein Ding Dikka            | Moé                     | 2:45  |
| 12 | Sechs Kronen               |                         | 3:07  |
| 13 | Über den Dächern           | David Pino              | 4:35  |
| 14 | Home Sweet Home            |                         | 3:24  |
| 15 | Gottlos                    | Remoe                   | 3:21  |

## Chartplatzierungen und Singles
| Professionelle Bewertungen | Professionelle Bewertungen |
| -------------------------- | -------------------------- |
| Kritiken                   |                            |
| Quelle                     | Bewertung                  |
| laut.de                    | [ 3 ]                      |
| Backspin                   | [ 4 ]                      |

Es war einmal in Südberlin stieg am 28. Oktober 2016 auf Platz 21 in die deutschen Albumcharts ein und verließ die Top 100 in der folgenden Woche wieder.
Am 2. September 2016 wurde ein Videoausschnitt zum Lied In Südberlin als Trailer zum Buch Es war einmal in Südberlin veröffentlicht. Ein Musikvideo zu Selbst ist der Mann erschien am 19. September und am 3. Oktober 2016 folgte ein Video zu Die beste Zeit ist jetzt, das wenig später als erste Single zum Download ausgekoppelt wurde. Am 12. und 24. Oktober 2016 wurden außerdem Musikvideos zu Über den Dächern und Tarnfarben veröffentlicht. Ein weiteres Video zu Ich habe Torch enttäuscht folgte am 6. November 2016.

## Buch
Bereits am 12. September 2016 erschien das Buch Vom Alk zum Hulk: Es war einmal in Südberlin im Riva Verlag. Es ist eine Autobiografie über Sillas Leben und Karriere, in der sein Kampf gegen die Alkoholsucht und seine Rettung durch Fitnesstraining beschrieben wird.